# Wichard Lange
 (novembre 2022).
Pour les articles homonymes, voir Lange.
Friedrich Wichard Lange, né le 20 mai 1826 à Krampfer et mort le 10 janvier 1884 à Hambourg dans le canal d'Isebek, est un pédagogue allemand, directeur de sa propre école, éditeur et membre du Bürgerschaft de Hambourg.

## Biographie
Wichard Lange naît le 20 mai 1826 à Krampfer, près de Perleberg, dans le district de Westprignitz. Son père, Joachim Lange, était gardien de moutons au manoir de Möllendorf.
L'instituteur local, le cantor Möhring, le prépare avec d'autres garçons. Après l'école primaire, il peut être admis à l'école préparatoire de Pritzwalk, dans l'est de la Prusse.
En 1844, il part de trois ans au séminaire pour écoles municipales de Berlin, dirigé par Adolph Diesterweg. 
Ce dernier confie plusieurs fois au jeune Lange des cours particuliers privés dans des familles berlinoises et le choisit, après avoir suivi le cursus du séminaire, comme maître auxiliaire de l'établissement. 
Au séminaire, le jeune homme s'intéresse particulièrement aux mathématiques, à la physique et à la géographie. Il suit également des cours à l'université, dont un cours de physique avec Magnus.

### Hambourg
La recommandation de Diesterweg amène Wichard Lange à Hambourg à Pâques 1848.
Il commence une longue activité d'enseignant et d'éducateur. Il devient professeur à l'école secondaire du Dr Alexander Detmer. Sa réputation grandit. 
En 1849, à l'instigation et avec l'aide de Friedrich Traun, propriétaire d'une fabrique hambourgeoise, et de sa femme, il entreprend un voyage d'études en Angleterre, en Belgique et dans les pays rhénans. Ce voyage a pour but de recueillir des expériences pour une école. Monsieur et Madame Traun projettent d'ouvrir une école pour les enfants des ouvriers du magasin H. C. Meyer, dans lequel ils ont des intérêts. 
Wichard Lange doit renoncer à son projet de visiter Paris en raison du choléra. De retour, il apprend que ses bienfaiteurs ont abandonné leur projet d'école et invité Friedrich Fröbel à Hambourg pour fonder, avec son conseil, une institution pour l'âge préscolaire. 
Il reprend ses anciennes fonctions à l'école de Detmer, et s'oppose aux idées de Fröbel. 
Il rencontre Alwina Middendorff, la fille de Wilhelm Middendorff (de) (1793-1854), le collaborateur de Fröbel. Elle dirige le premier jardin d'enfants de Hambourg, créé par Mme Doris Lütkens, née v. Cossel. 
Grâce à elle, il se rapproche de Fröbel. Il  devient un de ses partisans et se fiance à Alwina. Les jeunes mariés passent le Noël 1849 à Keilhau. Wichard Lange s'intègre complètement dans le cercle de Fröbel. 
Sur le point de devenir son collaborateur, il se heurte à l'opposition de Barop, le cousin de son Alwina. 
Ayant entre-temps obtenu le titre de docteur,  il reçoit, à Pâques 1851, la concession pour la direction d'une école supérieure de garçons. La confiance de Traun, l'aide à tout préparer pour l'ouverture en temps voulu de sa Realschule. 
Le mariage a eu lieu à Keilhau pendant les vacances de Pâques. Son épouse se révèle d'une grande aide. Elle sait modérer et atténuer son irritabilité. Il trouve auprès de son père des conseils avisés, à côté du professeur Diesterweg. 
L'école prospère. Elle arrive au premier rang des écoles privées d'enseignement supérieur. On leur laisse alors, à Hambourg, tout le territoire pédagogique en dehors de l'école d'enseignement (Johanneum) et du Realgymnasium (depuis 1834). 
Il chercher à organiser son établissement dans l'esprit de Pestalozzi et de Diesterweg, en tant qu'institution d'enseignement et d'éducation. Il doit éduquer lui-même, sur le plan didactique et pédagogique, les aides qui arrivent très jeunes, en raison du manque de formation préalable réglementée à Hambourg. Toute une génération d'enseignants compétents ont été formés par Wichard Lange. 
La Realschule est associée à une section savante, qui prépare aux classes supérieures du gymnasium. Il  maintient le niveau de son établissement. Après 1866 et 1870, un ordre plus strict de l'enseignement s'installe à Hambourg. Avec le système d'autorisation prussien, des exigences plus élevées sont imposées à la formation préalable des enseignants. 
Wichard Lange garde la réputation d'un enseignant excellent et stimulant. Son activité ne se limite pas à son école. Il participe à la vie associative du monde enseignant hambourgeois. Il est membre de l'association de formation scientifique scolaire : il donne des conférences approfondies, instructives et stimulantes. 
Il s'exprime aussi dans le Hamburger Schulblatt, l'organe de cette association ; il est à l'aise en tant qu'orateur. Sa réputation le fait élire, en 1859, à l'assemblée des citoyens. Il y siège de 1865 à  sa mort en 1874. 
Au cours de ses années dans cette assemblée, se déroulent les premières négociations sur la réglementation légale de l'enseignement et de l'inspection scolaire à Hambourg. Wichard Lange participe aux débats. À partir de 1864, il fait partie de la commission citoyenne chargée d'examiner le projet de loi scolaire présenté par les autorités scolaires supérieures provisoires de l'époque. 
Il est convaincu de la nécessité d'un ordre plus solide dans ce domaine et d'une intervention énergique de la ville et de l'État, en particulier pour l'éducation générale du peuple. En digne élève de Diesterweg, il ne veut pas accorder à la liberté et au volontariat plus qu'il n'est absolument nécessaire. Il est opposé au système d'autorisation introduit à Hambourg, avec l'obligation générale de servir dans l'armée ; plus tard, il sera partisan de l'école primaire générale. 
Lorsque la réglementation légale de l'enseignement est mise en place en 1870, Lange est élu par le corps enseignant (1873) à l'autorité scolaire supérieure. La bourgeoisie l'élit en 1880 au comité des citoyens. 
Au sein de l'autorité scolaire supérieure, il fait partie de la IIe section (pour l'enseignement supérieur). Son point de vue politique et pédagogique est, sur les questions principales, semblable à celui de son maître Diesterweg. 
Au sein de la bourgeoisie, il se tient dans la fraction dite « de gauche », sans sacrifier à la discipline de parti ses convictions personnelles. 
Franc-maçon, il fait preuve du même état d'esprit, selon l'éloge funèbre prononcé sur sa tombe.  Il est loué pour son activité de dirigeant auprès des frères de l'Ordre. 
Son regard ne se limite pas à Hambourg. Il aime l'unité et la grandeur de l'Allemagne, ainsi que son développement libre ;  il défend toujours son idée d'école nationale allemande, par écrit et par oral. 
Il est un fidèle des réunions générales des enseignants allemands. En 1883, à Brême, il enthousiasme les foules par son éloquence, utilisant l'humour et la satire. Certains auditeurs la trouvent parfois verbeuse et pathétique. 
Après la mort de Diesterweg (1866), il prend la direction de la revue Rheinische Blätter für Erziehung und Unterricht, fondée en 1827 (Francfort-sur-le-Main, chez Moritz Diesterweg). Dans cette revue, il publie certains de ses travaux. 
Il s'occupe de la 2e édition des écrits pédagogiques de Friedrich Fröbel (1874), de la réédition des livres de son défunt ami Karl Schmidt : Geschichte der Erziehung und des Unterrichts (3e et 4e éd., cette dernière Köthen 1883) et Geschichte der Pädagogik (4 vol., 3e éd. 1873-76).

### Fin de vie et mort
Le 4 décembre 1882, il perd son épouse. Dans un article des Rheinische Blätter (1883, p. 99 et suivantes), il exprime sa tristesse et ses remerciements à la défunte. 
Il ne retrouvera pas la paix. Une rumeur malveillante court contre son établissement : des irrégularités auraient été commises lors de l'examen final, sans que le directeur n'y soit impliqué. Lange, depuis longtemps irritable, devient très agité. 
Il se suicide en se jetant dans un affluent de l'Alster, le 10 janvier 1884. 
L'émotion sera générale. Le président de l'assemblée dit au début de la séance suivante : « Il est de mon devoir de rappeler ce qui a fait de Lange un membre éminent de cette assemblée, la force virile avec laquelle il a exprimé ses convictions, la franchise de sa parole, avec laquelle il a souvent su entraîner l'assemblée, et qui nous feront encore souvent le regretter. Nous lui rendrons donc toujours hommage ». 
Les quotidiens rapportent qu'on n'avait pas vu depuis longtemps, à Hambourg, un cortège plus important, et un hommage plus solennel que celui de Wichard Lange, le 13 janvier 1884.